# Bílá Řezná

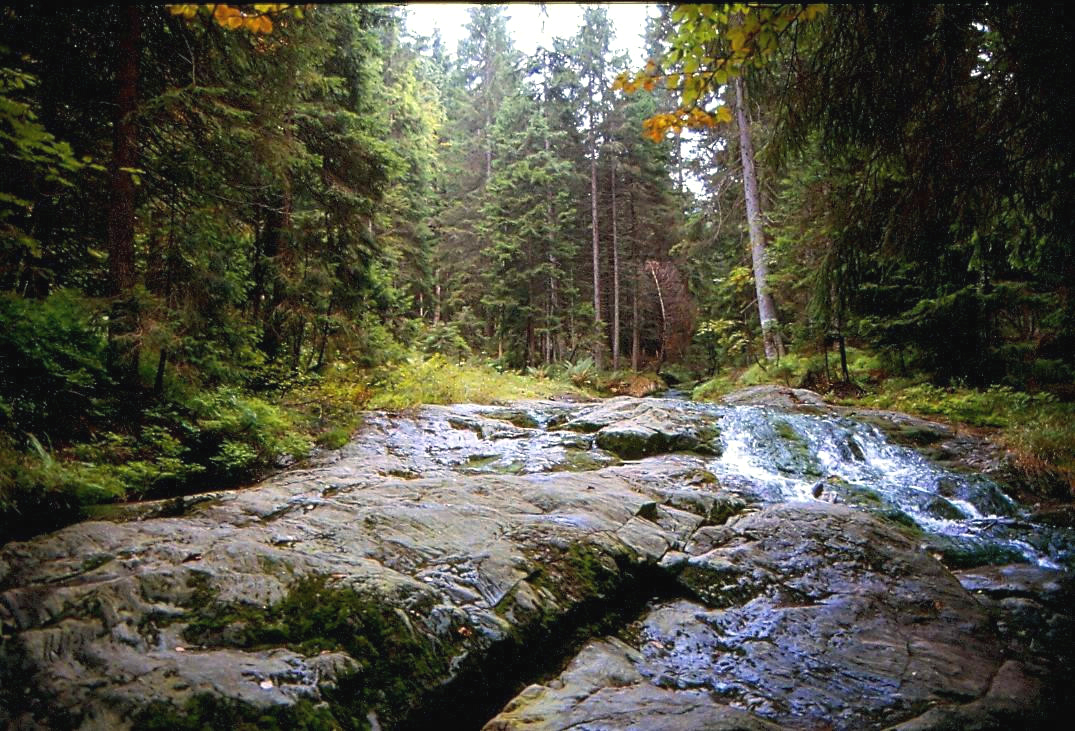
Horní tok řeky Bílá Řezná

Bílá Řezná je říčka v Horní Falci v Bavorsku v Německu. Pramení jako Seebach z Kleiner Arbersee na nejvyšší hoře Bavorského lesa. Pramen se nachází ve výšce 1150 m n. m. Po spojení s tokem Ebenbach protéká městy Lohberg a Lam. Dále vede podél železniční trati, protéká městem Bad Kötzting a u obce Pulling se vlévá do Černé Řezné. Dále pak nese název Řezná.
Říčka patří do úmoří Černého moře. Celková délka říčky je 38 kilometrů.